# Vestre Ringvej (Borup)
 For alternative betydninger, se Vestre Ringvej. (Se også artikler, som begynder med Vestre Ringvej)
Vestre Ringvej  er en to sporet ringvej der går øst om Borup. 
Vejen er med til at lede trafikken fra frakørsel 34 Borup Vestmotorvejen E20 og øst om Borup, så byen ikke bliver belastet af for meget gennemkørende trafik.
Vejen forbinder Ringstedvej i syd med Møllevej i nord, og har forbindelse til frakørsel 34 Borup, Enghavevej, Langagervej, Kulerupvej, Dalbyvej, Kløvestedvej og Gesagervej.

Første etape af forlængelsen af Vestre Ringvej åbnede for trafik den 4. december 2020 mellem Vestre Ringvej og Møllebankerne.

## Fremtidige forlængelser
Den 18. februar 2020 satte Køge Kommune 19 mio. kr af til anden etape af forlængelse af Vestre Ringvej til Ørningevej og den 15. december 2020 besluttede byrådet i Køge Kommune at afsætte de sidste 23 mio. kr til sidste etape af forlængelsen af Vestre Ringvej fra Ørningevej til Ryeskovvej.
Forlængelsen af Vestre Ringvej fra Møllebankerne til Ørningevej forventes at stå færdig i sidst i 2021, mens den sidste etape mellem Ørningevej og Ryeskovvej forventes færdig i 2023/2024.